# Marquis Wright
Marquis Jurell Wright (Dumfries, Virginia, 5 de julio de 1995) es un baloncestista estadounidense que pertenece a la plantilla del Gaziantep Basketbol de la Türkiye Basketbol 1. Ligi de Turquía. Con 1,85 metros de estatura, juega en la posición de base. 

## Trayectoria deportiva

### Universidad
Jugó cuatro temporadas con los Saints del Siena College, en las que promedió 12,8 puntos, 4,1 rebotes, 5,1 asistencias y 1,6 robos de balón por partido, En su primera temporada fue incluido en el mejor quinteto de rookies de la Metro Atlantic Athletic Conference, mientras que en la última lo fue en el segundo mejor quinteto de la conferencia.

### Profesional
Tras no ser elegido en el Draft de la NBA de 2017, en julio firmó su primer contrato profesional con el equipo húngaro del Egis Körmend por una temporada, en la que acabó promediando 11,7 puntos y 4,8 asistencias por partido.
El 17 de agosto de 2018, Wright firmó con el equipo israelí del Maccabi Rishon LeZion para la temporada 2018-19. En octubre, ganó la Copa de la Liga de Israel después de promediar 10,7 puntos y 4,2 asistencias en el torneo. Sin embargo, el 26 de noviembre, Wright dejó el equipo tras aparecer en siete partidos de la Liga Israelí.
El 25 de julio de 2019 se comprometió con el Denain ASC Voltaire de la Pro B, la segunda división francesa. Hasta el parón por la pandemia de coronavirus promedió 12,2 puntos y 5,9 asistencias por partido.
El 24 de julio de 2020, firmó por el Krepšinio klubas Prienai de la Lietuvos Krepšinio Lyga.
El 19 de febrero de 2021, firma por el U-BT Cluj-Napoca de la Liga Națională rumana.
En junio del 2022 firmó contrato para jugar con el club leonés de Santo Domingo en República Dominicana, el cual está militando en la actualidad
En julio de 2023 es presentado con Fuerza Regia de Monterrey de la LNBP en México. 